# فراكسيس غيمز
فراكسيس غيمز (بالإنجليزية: Firaxes Games) هي شركة أمريكية لتطوير ألعاب الفيديو، تأسست سنة 1996، يقع مقرها في سباركس، ماريلند بالولايات المتحدة الأمريكية.

## تاريخ

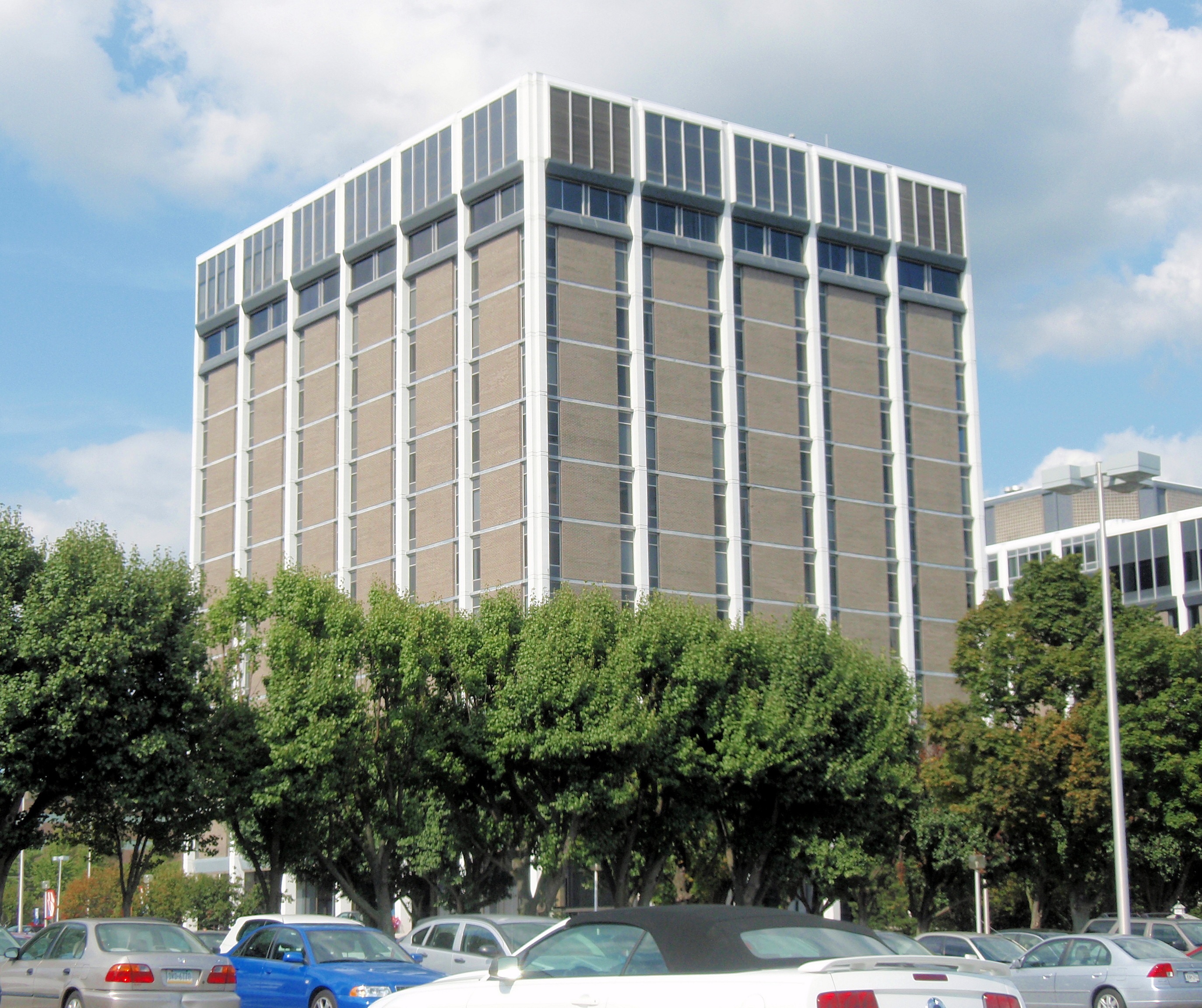
المركز التنفيذي بلازا الثالث في 11350 طريق ماكورميك، هانت فالي، ماريلاند، موطن المقر الرئيسي السابق لشركة فيراكسيس غيمز

تأسست شركة فيراكسيس سوفتوير في الأول من مايو عام 1996، بقلم سيد ماير، وبريان رينولدز وجيف بريدجز، وهم ثلاثة مصممين لألعاب الفيديو كانوا يعملون سابقًا في شركة مايكروبروس، وهي شركة ألعاب فيديو أسسها ماير وشريكه بيل ستيلي في عام 1982. اسم "فيراكسيس"، وهو مزيج من كلمتي "فيري" و"أكسيس"، مشتق من اسم قطعة موسيقية ألفها بريجز. وأوضح بريجز أنهم قرروا البقاء في منطقة بالتيمور، بدلاً من الانتقال إلى وادي السيليكون، لأنها "كانت ببساطة مكانًا رائعًا للعيش فيه".
على عكس مايكروبروس، كانت شركة فيراكسيس سوفتوير تهدف إلى أن تكون "بيت تصميم"، تاركة تصنيع وتسويق وتوزيع ألعابها لمقاولين خارجيين. وعلى هذا النحو، تحدثت الشركة إلى ستة ناشرين محتملين لألعاب الفيديو بشأن ألعابهم، وأخيرًا وقعوا اتفاقية مع شركة إلكترونيك آرتش، والتي بموجبها سيتم توزيع ألعابهم تحت علامة أوريجن سيستم التابعة لشركة إلكترونيك آرتش.
تم الإعلان عن افتتاح الاستوديو في 24 يونيو 1996. كان مقرها في الأصل في مكتب مساحته 2500 قدم مربع على طريق جيلروي في هانت فالي بولاية ماريلاند، حيث كانت تشارك مساحة المكتب مؤقتًا. ولاستيعاب نموهم، أعلنوا في فبراير 1997 أنهم سينقلون مقرهم الرئيسي إلى مجموعة مكاتب تبلغ مساحتها 7200 قدم مربع في المركز التنفيذي بلازا الثالث، وهو مبنى مكاتب يقع في 11350 طريق ماكورميك وجزء من مجتمع أعمال وادي هانت. وكان من المتوقع إتمام الصفقة، التي تمت بمساعدة الوسيط ويليام دبليو ويتي جونيور من شركة ماكنزي/أوكونور، بايبر وفلين للخدمات العقارية التجارية، بحلول شهر مارس من ذلك العام. وكان عدد موظفي الشركة في ذلك الوقت 13 موظفًا.
أعلنت شركة فيراكسيس سوفتوير عن أول عنوان لها، غيتيسبيرغ سيد ماير!، في يونيو 1997. مؤقتًا، في 24 يوليو 1997، تم تغيير اسم الشركة قانونيًا إلى فيراكسيس غيمز. أعلنت شركة إلكترونيك آرتس أنها استحوذت على حصة أقلية في فيراكسيس غيمز، بشروط غير معلنة، في أغسطس 1997. بحلول سبتمبر 1997، وقعت فيراكسيس غيمز تأمينات على الحياة لمؤسسيها الثلاثة. تم إصدار غيتيسبيرغ! في أكتوبر 1997 وحقق نجاحًا نقديًا وتجاريًا، وحصل على مراجعات شبه مثالية من النقاد، وبيع 200000 نسخة بحلول أغسطس 1999. بدءًا من غيتيسبيرغ!، قامت فيراكسيس غيمز بوضع بادئة "سيد مايرز" قبل جميع الألعاب التي صممها ماير، وهو اتجاه نقله المؤسسون الثلاثة من مايكروبروس، حيث اعتقدوا أن اسم ماير أضاف المزيد من الشهرة إلى ألعابهم. لأعماله على العديد من ألعاب مايكروبروس، بالإضافة إلى غيتيسبيرغ! وبعد أن حصل على لقب ألفا سنتوري لسيد ماير، أصبح ماير ثاني شخص على الإطلاق في قاعة مشاهير أكاديمية الفنون والعلوم التفاعلية، بعد شيغيرو مياموتو. غادر المؤسس المشارك رينولدز شركة فيراكسيس غيمز لمتابعة اهتماماته الشخصية في فبراير 2000. ولتعويض رحيله، بدأت الشركة في توظيف العديد من المحاربين القدامى في الصناعة بحلول مارس 2000. ونظير مشاركته التنفيذية في شركة فيراكسيس غيمز، تم تسمية المؤسس المشارك والرئيس التنفيذي بريجز "الرئيس التنفيذي للعام" من قبل مجلة سمارت سي إي أو في أكتوبر 2004. غادر بريجز الشركة لاحقًا في نوفمبر 2006، وخلفه ستيف مارتن. كما حصل مارتن على "جائزة القيادة التجارية الدولية لولاية ماريلاند" من معهد مركز التجارة العالمي في مارس 2011 عن عمله التنفيذي في شركة فيراكسيس غيمز.